# Červekův větrný mlýn
Červekův větrný mlýn je dřevěný sloupový větrný mlýn německého typu ve Skaličce v okrese Přerov. Byl postaven na počátku 19. století a původně stával v nedalekých Dřevohosticích. Na jeho součástech jsou zachovány datace 1786 a 1812, které svědčí o tom, že při stavbě byly použity součásti starších mlýnů. Na nynější místo byl svým vlastníkem Janem Herodkem přestěhován v roce 1850, od roku 1879 až do současnosti patří rodině Červeků, do níž se provdala Herodkova dcera. Naposledy byl v provozu v roce 1966, jeho zařízení je plně zachováno. 